# Фрідріх Готліб Велькер
Фрідріх Ґотліб Велькер (4 листопада 1784 — 17 грудня 1868) — німецький класичний філолог і археолог.

## Біографія
Велкер народився в Грюнберзі, Гессен-Дармштадт. Після вивчення класичної філології в університеті Гіссена, у 1803 році він був призначений вчителем у середній школі, посаду, яку він поєднував з посадою викладача в університеті. У 1806 році він подорожував до Італії, і більш як рік був приватним учителем у Римі в родині Вільгельма фон Гумбольдта, який став його другом і кореспондентом. 
Велькер повернувся до Гіссена в 1808 році і, відновивши викладання в школі та читаючи лекції в університеті, наступного року був призначений першим професором грецької літератури та археології в німецькому університеті. Після служби волонтером у кампанії 1814 року він поїхав до Копенгагена, щоб відредагувати посмертні статті данського археолога Георга Соеги (1755—1809) і опублікував його біографію Zoegas Leben (Штутгарт, 1819). 
Його лібералізм у політиці привів його до конфлікту з університетською владою Гіссена, він перейшов з цього університету до Геттінгенського у 1816 році, а через три роки отримав кафедру в новому Боннському університеті, де заснував художній музей і бібліотеку, першим бібліотекарем якої він став. У 1837—1838 роках був ректором Боннського університету.
У 1841—1843 рр. він подорожував Грецією та Італією (пор. його Tagebuch, Берлін, 1865 р.), у 1854 р. пішов у відставку з бібліотекарства, а в 1861 р. з посади професора, але надалі жив у Бонні до самої смерті.

## Доробок
Велькер був піонером у галузі археології та одним із перших, хто наполягав, подібно до Бекха та його учня Карла Отфріда Мюллера, на необхідності координації вивчення грецького мистецтва та релігії з філологією, на противагу методам старших елліністів , таких як Ґотфрід Герман, яких він сприймав як занадто вузьких фахівців. Пізніші дослідники поставили собі за мету повну реконструкцію стародавнього життя, на відміну від послідовників школи Германа, які були схильні обмежити поле мовою та текстами грецьких і римських письменників. Велкер був глибоко пройнятий гармонією всієї грецької концепції, вираженої в мистецтві, літературі чи релігії, і саме представленню цього єдиного цілого він присвятив свої зусилля науковця.
Окрім ранніх праць про Арістофана, Піндара та Сапфо, яких він відстоював, він опублікував «Алкмана» (1815), «Гіппонакса» (1817), «Теогніса» (1826) та «Теогонію Гесіода» (1865), а також видав «Sylloge epigrammatum Graecorum» («Силогізми про грецьку філософію») (Бонн, 1828). Його «Грецьку теологію» (Griechische Götterlehre, 3 томи, Геттінген, 1857—1862) можна вважати першим науковим трактатом про грецьку релігію. Серед його праць про грецьку літературу найважливішими є «Ахілезька трилогія» (Die Äschyleische Trilogie, 1824, 6), «Епічний цикл або гомерівська історія» (Der epische Zyklus oder die Homerischen Geschichte, 2 т., 1835, 49), «Грецькі трагедії з ретроспективою епічного циклу» (Die griechischen Tragödien mit Rücksicht auf den epischen Zyklus geordnet, 3 т., 1839—1841). Видання та біографія Зеґи, його журнали «Zeitschrift für Geschichte und Auslegung der alten Kunst» (Göttingen, 1817, 8) та «Alte Denkmäler» (5 vols., 1849—1864) висвітлюють його погляди на античне мистецтво 